# Аsimetrično ratovanje
Asimetrično ratovanje (nesimetrično ratovanje) je rat među sukobljenim stranama čija se relativna vojna moć, odnosno strategija ili taktika značajno razlikuju. Ono se najčešće povezuje s ratovanjem među nejednakim protivnicima kada manje ili slabije snage moraju koristiti teren, vreme, iznenađenje ili određene slabosti većih i jačih protivničkih snaga radi ostvarenja pobede, odnosno ostvarenja svojih strateških ciljeva.
Asimetrična prietnja se definieše kao „pretnja koja proizlazi iz moguće upotrebe različitih sredstava ili metoda radi zaobilaženja ili negiranja protivničkih sposobnosti, uz istovremeno koriščenje njegovih slabosti radi postizanja nesrazmernog rezultata“.
Pojam asimetričnog ratovanja obuhvata mnoge ranije znatno određenije pojmove kao što su gerilsko ratovanje, špijunaža, nasilni otpor, nenasilni otpor, sabotaža i terorizam.

## Asimetrično ratovanje kroz istoriju
Biblijska priča u kojoj David pobeđuje Golijata kamenjem izbačenim iz praćke često se spominje kao primer pobede slabijeg i potlačenog nad jakim i moćnim. Davidova pobeda simbolizuje uspeh novog i naprednog nad starim i zastarelim; njegova nadmoć u planiranju, veštini i znanju pobedila je Golijatovu zavisnost o očiiglednoj snazi, zastrašivanju i teškom oružju.
Hanibal je malom vojnom silom poduprt slabim saveznicima napao jake rimske snage na Apeninskom poluostrvu. Uspešnim primerom različitih oblika i kombinacija napadnih delovanja ozbiljno je bio zapretio rimskoj vojsci i čitavoj tadašnjoj Rimskoj republici koja je imala 38 legija (preko 120 hiljada vojnika nasuprot 40-tak protiv pripadnika kartaške vojske).
U Drugom svetskom ratu primeri asimetričnog ratovanja bili su gerilski pokreti širom okupirane Evrope, posebno su partizani u Jugoslaviji, uspešno ratovali protiv tada najjače svetske sile, Vermahta.
Iz Drugog svetskog rata izrasle su dve jake sile, Sjedinjene Američke Države i Sovjetski savez, kao dvie preovladavajuće svetske velesile. Želeći osigurati svoju nadmoć, obe su ponekad pomagale određene političke grupacije unutar pojedinih blokova, odnosno NATO-a i Varšavskog pakta. Delovanje takvih političkih grupacija  po svojoj prirodi bilo je asimetrično, a u svom „arsenalu“ neretko  su imale terorizam kao glavni oblik delovanja (npr. Frakcija Crvene armije poznata kao grupa Bader Majnhoff).
Posthladnoratovsko razdoblje je dovelo do toga da istočne zemlje više nemaju pomoć koju su imale u SSSR-u i nisu u stanju pratiti strateško naoružavanje na zapadu koje se uglavnom svodi na visokotehnološke inovacije, posebno u delu koji se odnosi na vazdušne snage i precizno dalekometno naoružanje. Te zemlje znatno više nego ranije zavise o manjim pokretnim formacijama i korištenju postojećih zastarelih vojnih platformi. Stoga se i u eventualnim budućim ratnim sukobima može očekivati primena sredstava i taktika koje su svojstvene asimetričnom ratovanju.